# Olivier Siegelaar
Olivier Haarlem (24 ottobre 1986) è un canottiere olandese, vincitore della medaglia di bronzo nell'8 con a Rio de Janeiro 2016.

## Palmarès
- Giochi olimpici

Rio de Janeiro 2016: bronzo nell'8.
- Campionati del mondo di canottaggio

Poznan 2009: bronzo nell'8.
Aiguebelette-le-Lac 2015: bronzo nell'8.